# Плівки Ленгмюра — Блоджет
Плівки Ленгмюра — Блоджет — моно- і багатошарові плівки, які утворюються перенесенням з межі поділу рідина-повітря на тверду підкладинку. Названі на честь Ірвінга Ленгмюра і його учениці Кетрін Блоджет, які вперше дослідили їх у 1930-ті роки.

## Утворення плівок
Перенесення відбувається так званим LB-осадженням: органічна плівка знаходиться на поверхні рідини і переноситься на підкладинку при зануренні чи витяганні. Загалом так переносять амфіфільні речовини (мають як гідрофільні, так і гідрофобні хвости). Їх гідрофільний хвіст занурений у воду, а гідрофобний розташовується на межі поділу вода-повітря чи вода-олія. 

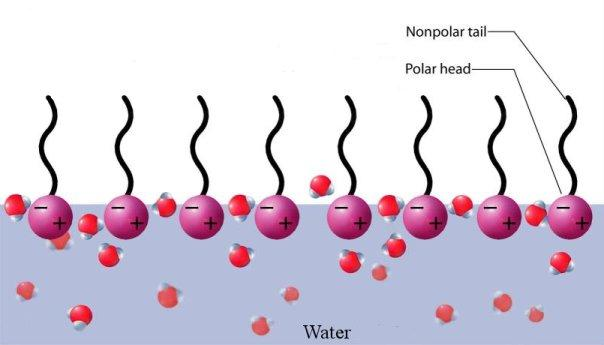
Поверхня води, вкрита шаром молекул амфіфільної речовини. «Голова» молекули поляризована і тому є гідрофільною, а неполяризований «хвіст» — гідрофобним

Розрізняють два методи переносу: вертикальне осадження і метод Шайфера (горизонтальне осадження). Перший є найбільш розповсюдженим, і був запропонований Ленгмюром і Блоджет. В ньому пластина, яка є підкладинкою вертикально опускається у рідину чи піднімається з неї, коли на поверхні рідини сформовано моношар речовини, яку необхідно перенести на підкладинку. В залежності від того, гідрофільна підкладинка чи гідрофобна, моношар переноситься при піднятті чи опусканні. При цьому зазвичай тип поверхні інвертується, що є утворенням так званого Y-типу плівки. 

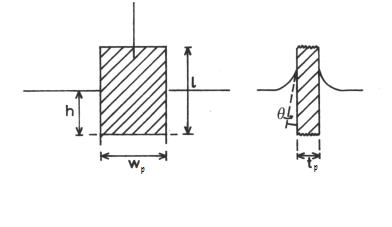
Схема розміщення підкладинки при вертикальному осадженні

Типова ванна для отримання таких плівок влаштовна наступним чином. Над нею знаходиться пристрій для руху підкладинки, а на поверхні рідини влаштовано частково занурену в неї пластину — прес, який поступово зміщується для підтримання однакової концентрації речовини на поверхні рідини. 
У методі Шайфера спочатку на поверхні рідини формується дуже стиснений моношар молекул, на який горизонтально опускають підкладинку. При її піднятті моношар зв'язуючись з підкладинкою відривається від поверхні води. Цей метод має переваги у тому, що швидкість осадження не змінюється зі зміною в'язкості плівки і він дозволяє формувати нецентросиметричні X-типи плівок (конструювання органічних надґраток), але технічні труднощі не дозволяють його широко застосовувати. В будь-якому методі важливо, щоб рівноважна поверхнева густина розташування молекул на поверхні рідини і на підкладинці була близькою.

## Загальні властивості
Плівки Ленгмюра — Блоджет утворюють впорядкованої структури з некристалічного матеріалу на твердій поверхні. На поверхні можна розмітити до сотень моношарів, що перевіряється дифракційною картиною.

## Типи плівок
Розрізняють X-, Y- і Z-типи плівок Ленгмюра — Блоджет. В Y-типі плівки зв'язуються однотипні хвости молекул і результуючий тип поверхні визначається напрямком, у якому підкладинка проходила останній раз моношар на поверхні води. X- і Z-тип — це плівки, в яких орієнтація молекул у різних моношарах однакова. X- формується у процесах занурення, а Z-тип — у процесі підняття підкладинки з рідини. Вважається, що Y-структура є більш стабільною, але інші становлять більший практичний інтерес, оскільки не є центросиметричними і можуть застосвуватись у задачах нелінійної оптики. В загальному випадку конкретний метод осадження для отримання того чи іншого типу плівки не обов'язково призводить до його отримання на практиці.

## Матеріали
Типово для підкладинок використовують скло, кварц, алюміній, хром, золото і різні напівпровідники. Їх попередньо очищають виварюванням у суміші перекису водня (30%) і концентрованої сірчаної кислоти (70%). Від обробки залежить, буде поверхня гідрофільною чи гідрофобною. Як підкладинки застосовують різні органічні сполуки, наприклад COOH, H2PO3 (гідрофільні), хвости яких є алкільними гідрофобними ланцюжками. Знаходять застосування у лабораторних дослідженнях з нелінійної оптики, але через малу стійкість та складність отримання наперед заданих структур не можуть конкурувати з іншими методами отримання спеціальних поверхонь для оптичних застосувань.